# 15556 Hanafy
15556 Hanafy este o planetă minoră (asteroid), cu un diametru de 3,368 km, din centura de asteroizi. A fost descoperită pe 30 martie 2000 la Experimental Test Site⁠(d) de Lincoln Near-Earth Asteroid Research. 
Obiectul prezintă o orbită caracterizată de o semiaxă mare de 2,3697476 UAi, o excentricitate de 0,13, o înclinație de 6,08394 ° în raport cu ecliptica.